# Barnoldswick
Barnoldswick is een civil parish in het bestuurlijke gebied Pendle, in het Engelse graafschap Lancashire. De plaats telt 10.752 inwoners. In de stad is een kleine gemeente van de Free Presbyterian Church of Scotland.